# 四フッ化ゲルマニウム
四フッ化ゲルマニウム(Germanium tetrafluoride)は、化学式GeF4の無機化合物である。無色の気体である。

## 合成
ゲルマニウムをフッ素で処理することで形成される。
Ge + 2 F2 → GeF4
または、二酸化ゲルマニウムをフッ化水素酸と反応させる。
GeO2 + 4 HF → GeF4  +  2 H2O
錯塩Ba(GeF6)の熱分解でも形成される。
Ba(GeF6) → GeF4 + BaF2

## 性質
不燃性であり、強い発煙性を持つ。ニンニク様の臭いを持つ。水と反応して、フッ化水素酸と二酸化ゲルマニウムとなる。1000℃超で分解する。
フッ化物源と反応すると、重合により、Ge原子の周りに八面体配位を持つGeF5-アニオンが生成する。このアニオンが個別の三方両錐形分子構造からなることは、「裸の」フッ化物試薬であるフッ化1,3-ビス(2,6-ジイソプロピルフェニル)イミダゾールにより明らかとなった。

## 利用
ジシランとともに、シリコンゲルマニウムの合成に用いられる。